# Istituto di Studi e Documentazione sull'Europa Comunitaria e l'Europa Orientale
L'Istituto di studi e documentazione sull'Europa comunitaria e l'Europa orientale, in acronimo ISDEE, era un istituto fondato nel 1968, con sede a Trieste.
Dalla costituzione sino al 1987 era noto come "Istituto di studi e documentazione sull'Europa  orientale", per successivamente assumere la denominazione attuale.
Con il 1º gennaio 2008 è stato disciolto e le sue strutture, con sede a Trieste, sono diventate l'area studi e ricerche di INFORMEST di Gorizia.
Nell'aprile 2010, nell'ambito di una ristrutturazione generale di INFORMEST, l'area è stata soppressa e il personale trasferito nella sede di Gorizia, costituendo il gruppo interno di analisti.

## Attività
l'ISDEE si è occupato sin dalla sua costituzione dei rapporti con l'Europa orientale, via via ampliando la sfera degli interessi. Dopo aver operato nei primi anni prevalentemente sul piano culturale, con l'obiettivo di promuovere la conoscenza e i contatti tra l'Ovest e l'Est europei (specificatamente l'area danubiano-balcanica), la dinamica dei rapporti tra le due aree ha determinato un adattamento dell'attività dell'Istituto, che si è sempre più dedicato allo studio e alle analisi sulle prospettive di collaborazione economica in alcuni settori specifici (industriale, finanziario, commerciale). L'avvio del processo di dissoluzione dell'Est Europa e il successivo processo di integrazione nell'Unione europea ha imposto un ulteriore ampliamento sia dei settori di studio (trasporti, relazioni internazionali, sociale) e dell'area geografica seguita (altri paesi dell'Est Europa). L'organizzazione interna dell'attività si è sempre basata su di un gruppo di ricercatori specializzati su tematiche e sulla conoscenza specifica di paesi dell'Est Europa.

## La rivistaEst-Ovest
Sin dal primo anno l'attività si è svolta attraverso la pubblicazione della rivista Est-Ovest, periodico la cui uscita è temporaneamente cessata nel 2008 per successivamente riprendere in una nuova forma online.